# Campagne livonienne contre la Rus'
Croisade livonienne
La campagne de Livonie contre la Rus' est une campagne militaire qui a duré de 1240 à 1242 menée par les chevaliers teutoniques de l'Ordre de Livonie dans le but de convertir les principautés russes au catholicisme.

## Contexte

### Rivalité historique
Les tensions entre Novgorod et les chevaliers teutoniques commencent en 1210, lorsque les chevaliers attaquent les Estoniens. Novgorod attaque les Livoniens en 1217, 1219, 1222 et 1223, faisant face à des échecs répétés. En 1224, les chevaliers s’emparent de Dorpat. Peu après la prise de Dorpat, un conflit interne éclate à Novgorod. Les habitants de la ville sont invités à rejoindre l'armée pour combattre les chevaliers catholiques en Livonie. Bientôt, une scission se produit parmi les nobles de Novgorod. Expulsés de la ville, les nobles et les chevaliers s’emparent d’Izborsk en 1233, mais sont expulsés de la ville par l’armée de Pskov. Un an plus tard, Iaroslav II de Vladimir retourne sur les terres de Livonie et dévaste la périphérie de la ville d’Otepää, triomphant à la bataille d'Omovzha et forçant les Livoniens à signer un accord de paix.

### Formation de la coalition
En 1236, le maître Volkwin von Winterstein meurt à la bataille de Saule affrontant les Samogitiens et le pape Grégoire IX accepte l’union de l’ordre des chevaliers Porte-Glaive avec l'ordre teutonique,. Les Danois envoient une flotte dans le golfe de Finlande en préparation d’un débarquement en Estonie. Le 9 décembre 1237, à le demande de l'archevêque d'Uppsala, Grégoire IX proclame la deuxième croisade contre la Finlande pour réprimer le soulèvement des Tavastiens soutenus par Novgorod,. Les Suédois sont victorieux des Tavastiens entre 1238 et 1239.

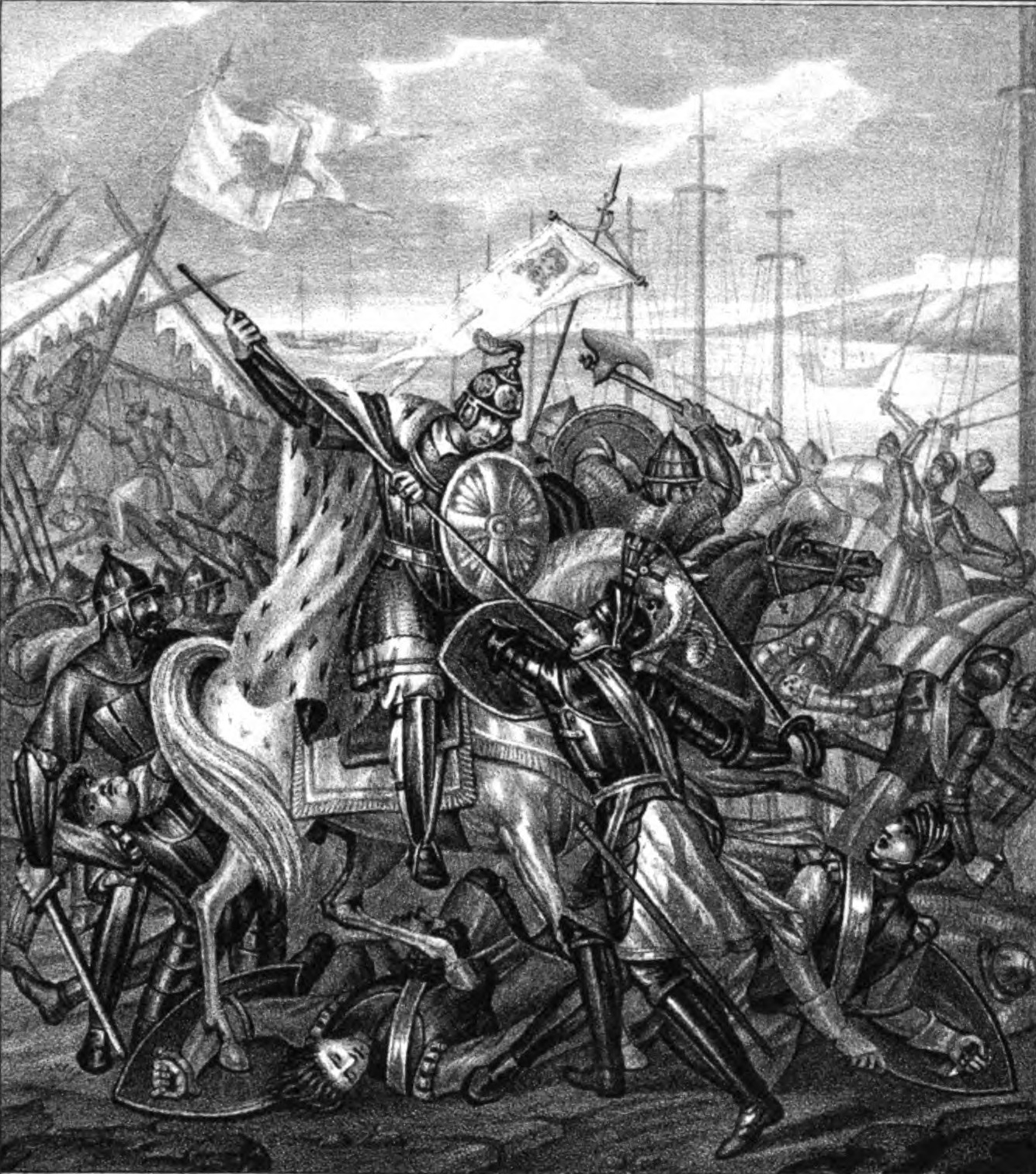
Alexandre Nevski combattant les Suédois, Boris Chorikov.

Le 7 juin 1238, le roi danois Valdemar II et le maître livonien Hermann Balk conviennent de diviser l’Estonie au traité de Stensby,, médiatisé par Guillaume de Modène. Le roi danois promet également de ne pas attaquer Ösel-Wiek. Ils attaquent la Russie en juin 1238 avec l'aide de la Suède. Les terres russes sont affaiblies par l’invasion mongole. Les villes de Novgorod, Pskov, Smolensk et Polotsk ne sont cependant pas conquises par les Mongols. En juillet 1240, les commandants suédois Birger Jarl et Ulf Fase tentent d’envahir Novgorod. Cependant, le prince Alexandre, sans demander l’aide de Vladimir ni rassembler toute la milice de Novgorod, parvient à intercepter les Suédois à l’embouchure de la rivière Izhora. Le 15 juillet 1240, le camp militaire d’Alexandre est attaqué par les Suédois. Novgorod vainc les Suédois à la bataille de la Neva,. Novgorod s’est battu pour des  raisons économiques, afin de protéger leur monopole du commerce des fourrures en Carélie. Alexandre prend le nom de Nevski grâce au prestige de cette victoire,. La Chronique rimée de Livonie rapporte qu’après le transfert du nord de l’Estonie au roi danois, l’évêque Hermann de Dorpat est entré en conflit avec les Russes. Les Teutoniques et un contingent danois acceptent l'appel à l'aide de Dorpat.

## Déroulement

### Expédition de Pskov

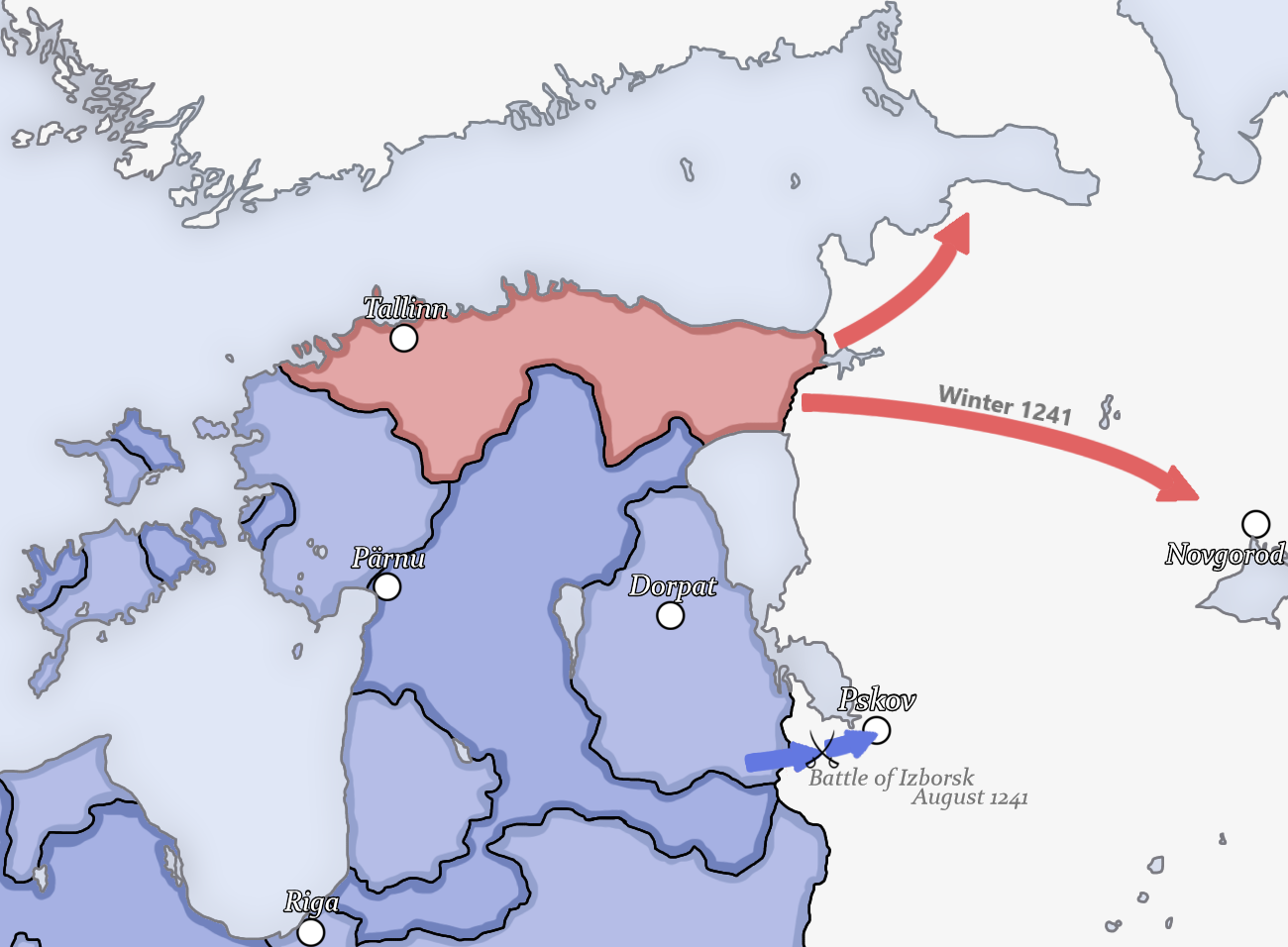
Carte de l'invasion dano-livonienne de Novgorod.

Les Danois et les chevaliers teutoniques de Livonie se lancent dans une campagne en août 1240. Ils sont aidés par l'armée de Hermann de Dorpat et des hommes du fils du prince de Pskov Yaroslav Vladimirovich en exil parmi les croisés. L’attaque, avec Yaroslav en tête, vise à sécuriser Pskov pour l’église occidentale et est dirigée contre le château d’Izborsk, non loin de Pskov. Ici, les armées se sont affrontées le 16 septembre. Selon, les chroniques rimées livoniennes, 800 hommes sont morts durant la bataille dont le vovoïde Gavrilo Gorislavich. Le château est incendié. Une force de 600 hommes de Pskov essaie de reprendre le fort, mais est vaincue par l’armée croisée. L’armée croisée campe alors à Pskov, pille et brûle tout, et bien sûr n’épargne pas les icônes, les livres et les églises orthodoxes russes. Le possadnik Tverdilo Ivankovich est soudoyé, ouvre les portes de la ville et livre la ville aux croisés occidentaux sans combattre,,,. Yaroslav monte donc sur le trône de Pskov.

### Expédition de Votie
Quelques mois après la prise de Pskov, l'armée du prince danois Abel, composée de 300 chevaliers danois et teutoniques, soutenus par un plus grand nombre de troupes estoniennes, attaque les votes à l’hiver 1240,,. Novgorod revendique la souveraineté sur la même région. En décembre 1240, le pape Grégoire IX autorise l’évêque Uffe Thrugotsen de Lund à accorder la même indulgence à ceux qui ont participé à la croisade en Estonie qu’à ceux qui avaient combattu en Terre Sainte. Aucun roi danois n’avait encore fait campagne en Votie ou dans la région de la Neva. Les croisés construisent le fort du village de Koporié, et prennent la ville de Tesovo, pillent les marchands de Novgorod et ravagent les terres de la rivière Louga. L’ambition de couper le départ de Novgorod vers la rive sud du golfe de Finlande, d’où le commerce afflue vers l’ouest, était claire. Du fort, ils montrent leur domination et soumettent les terres à un pillage massif. Les Lituaniens, les Allemands et les Estoniens prennent tous les chevaux et le bétail de la Luga. Il est rapporté dans la Chronique de Novgorod que les paysans ne peuvent labourer la terre l’année suivante. Au cours des raids, les forces avancent si loin qu’elles ne sont plus qu’à 30 km de Novgorod même.
Le traité de 1241 entre l’évêque Henri d’Ösel-Wiek et l’Ordre Teutonique établit des réglementations juridiques et économiques en Votie, et mentionne que les participants à la campagne recevaient des fiefs et d’autres avantages. Le roi norvégien Håkon IV refuse de rejoindre la croisade. Le roi Valdemar II meurt le 28 mars 1241, et les forces danoises et le prince Abel doivent quitter l’expédition et retourner au Danemark pour décider de l'héritier du trône,. Cette situation empêche les Danois de lancer une quelconque croisade en Estonie, et encore moins au-delà de l’Estonie. Le nouveau roi Éric IV conteste le traité de Stensby et exige plus de territoires en Estonie notamment les terres d'Ösel-Wiek. Henri d’Ösel-Wiek conclut une alliance avec l’Ordre Teutonique à Riga le 13 avril 1241. Elle prévoit la division en deux des territoires de Votie, d'Ingrie et de Carélie et de les convertir au catholicisme. Grâce au soutien de l’Ordre, Henri est en effet en mesure d’administrer son diocèse, en échange de quoi il doit transférer la propriété foncière à l’Ordre Teutonique. Le maître de Livonie Dietrich von Grüningen est remplacé par Andreas von Felben cette année-là grâce à ses victoires militaires,.

### Contre-attaque russe
En 1241, les forces d'Alexandre Nevski repartent pour reconquérir leurs territoires. André de Vladimir joint les forces souzdaliennes à celles d’Alexandre. Ils occupent d'abord la forteresse de Koporié et la détruisent. Le boyard Gavrila Aleksich meurt durant le siège. Ils font pendre les Votes et les Tchoudes qui avaient collaboré avec les catholiques. Les prisonniers germano-danois sont envoyés à Novgorod,. En mars 1242, trois armées de Novgorod pénètrent en Terra Mariana et ravagent l’évêché chrétien de Dorpat. Le détachement russe avancé de Domash Tverdislavich et du voïvode Kerbet est battu à 20 kilomètres au sud de la forteresse de Dorpat. Alexandre Nevski libère Pskov le même mois. Ils traversent alors le Velikaïa et commencent à brûler et à piller le territoire des croisés.
Ayant reçu des informations sur le mouvement des forces combinées de l’Ordre de Livonie et de l’évêque de Dorpat, il retire son armée au lac Peïpous. Les forces de l'ordre de Livonie, de Dorpat et de Danemark dirigées par Hermann de Dorpat et Andreas von Felben rencontrent donc l'armée russe d'Alexandre Nevski près du lac peïpous,,. Selon les estimations, les forces croisées comptent probablement environ 2 600 hommes, dont 800 chevaliers danois et allemands, 100 chevaliers teutoniques, 300 Danois, 400 Allemands et 1 000 fantassins estoniens. Alexandre et André ont environ 1 000 gardes du corps, plus de 2 000 miliciens de Novgorod, des centaines d'archers à cheval et 1 400 membres de la tribu finno-ougrienne,,. Les russes finissent par gagner la bataille ce qui stoppe les campagnes catholiques en Novgorod. Selon la Chronique rimée de Livonie, 20 croisés sont morts durant la bataille tandis que la Chronique de Novgorod affirme qu'il y en aurait eu 400.

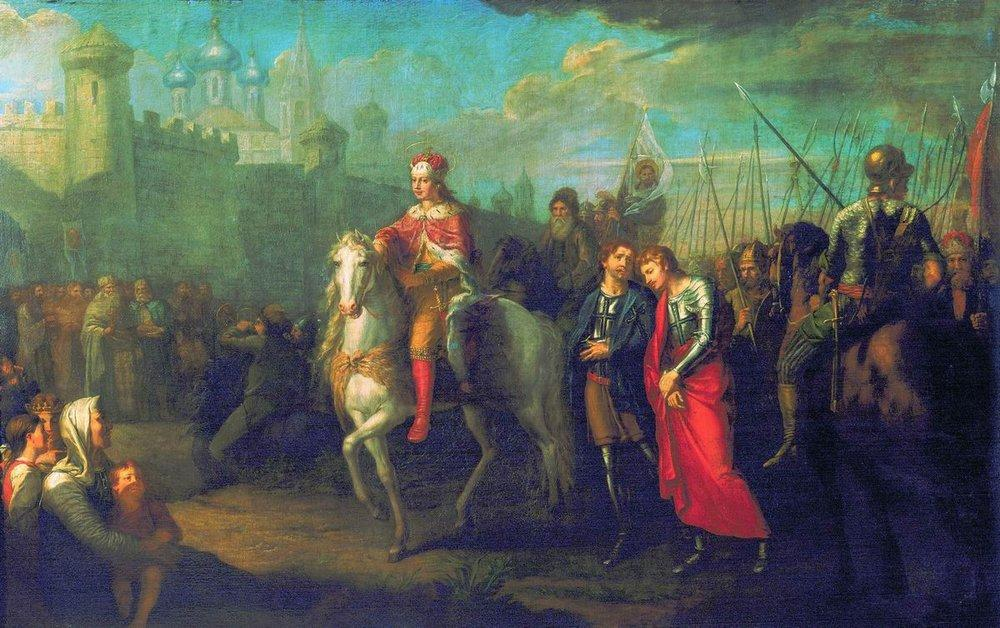
L’entrée solennelle d’Alexandre Nevski dans la ville de Pskov après sa victoire sur les Allemands, Grigori Ougrioumov, 1793, Musée russe.
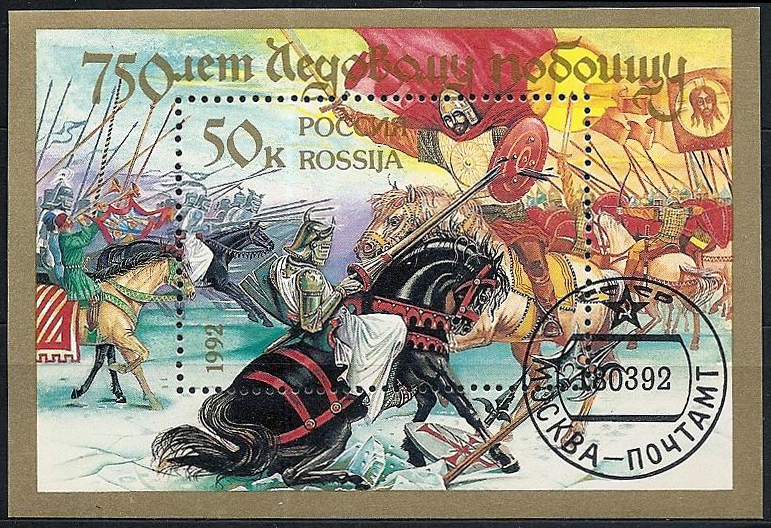
Timbre russe de 1992 représentant la bataille du lac Peïpous lors de ses 750 ans.
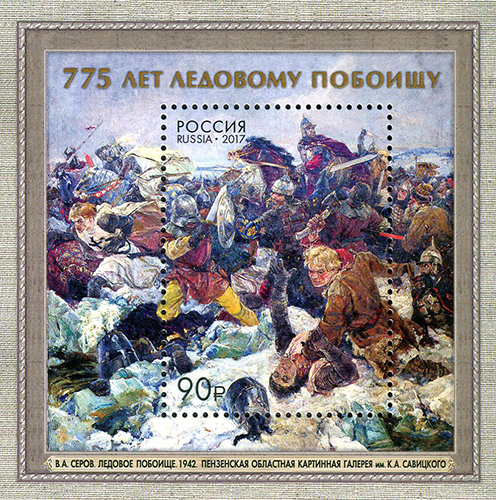
Timbre russe de 2017 représentant la bataille du lac Peïpous lors de ses 775 ans.

## Conséquences
Les catholiques se retirent de Pskov. Alexandre Nevski ordonne l'exécution de 6 traitres russes. Ils signent un traité de paix et s'engagent à rendre la Latgale que Novgorod occupe temporairement. L'ordre de Livonie se concentre désormais sur la conquête de territoire au sud comme la Prusse ou la Lituanie. En 1242, Andreas von Felben, suite à sa défaite, perd le titre de Maître de Livonie au profit de son prédécesseur Dietrich von Grüningen. Le roi Éric prévoit d'envahir l'Estonie. En septembre 1243, le pape Innocent IV confirme le traité de Stensby. Abel part en 1244 mais abandonne l'attaque après avoir atteint le port d'Ystad. Éric en planifie une seconde en 1245 et obtient l'approbation papale le 20 février. On suppose qu'elle devait être menée contre les Estoniens du duché danois. Le 2 mars 1245, Innocent IV accorde au roi danois l’usage des tercias, c’est-à-dire la troisième des dîmes ecclésiastiques qui était normalement allouée à l’entretien du tissu des églises, de la province ecclésiastique de Lund pendant trois ans pour sa croisade en Estonie. Cependant, le roi n’obtient pas la totalité de la somme ; l’Église devait conserver « une partie convenable » pour son entretien, « pour les toits et les cierges ». Éric n'est cependant pas satisfait de la somme donnée et la durée passe de 3 à 6 ans.
Ce n'est qu'en 1262 que la Russie attaque la Livonie. Dimitri Ier de Vladimir tente de reprendre Dorpat, conquise par les Teutoniques en 1224. En 1268, Novgorod attaque à nouveau la Livonie et prend part à la bataille de Rakvere qui n'a pas de réel vainqueur. Les évêques Alexandre de Dorpat et Alexandre de Riga meurent dans la bataille. En 1269, Otto von Lutterberg fait campagne sur Pskov. Les Teutoniques sont à nouveau vaincus.

### Dans la culture populaire
La guerre entre les chevaliers teutoniques et Novgorod est au cœur de l'intrigue du film Alexandre Nevski de Sergueï Eisenstein retraçant l'histoire du prince russe du même nom.

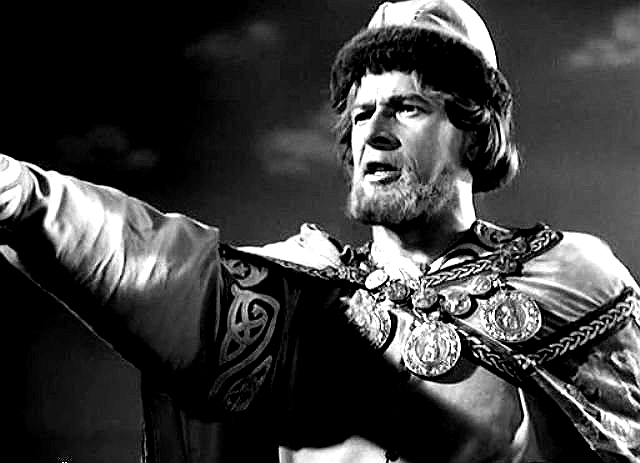
Nikolaï Tcherkassov dans le rôle d'Alexandre Nevski
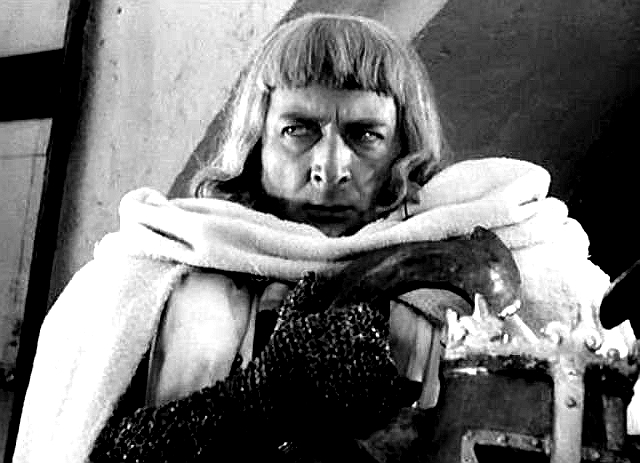
Vladimir Ershov dans le rôle du Maître de l’Ordre Teutonique
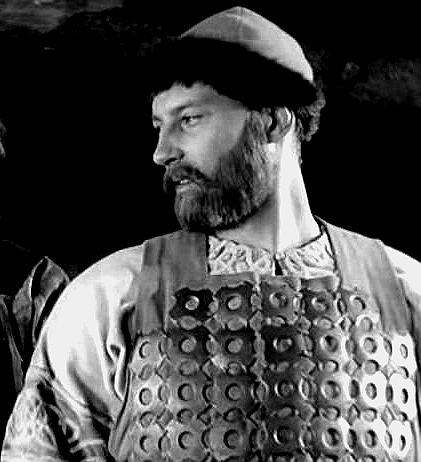
Andrei Abrikossov dans le rôle de Gavrila Aleksich